# Hansmaria Dombrowski
Hansmaria Dombrowski (* 20. August 1897 Reichenberg; † 11. August 1977 in Berlin) war ein deutscher Komponist, Dirigent, Organist und Musikschriftsteller.
Als Sohn des Altphilologen Joseph Dombrowski im böhmischen Reichenberg geboren wuchs er in einer katholisch geprägten Familie auf, in der auch die Musik einen hohen Stellenwert hatte. Nach dem Abitur absolvierte er ein Studium der Musik an der Königlichen Hochschule für Musik in Berlin. Zu seinen Lehrern zählten u. a. Hans Pfitzner, Hugo Mann und Hugo Kaun. 1919 wurde er mit dem Meyerbeer-Preis für junge deutsche Komponisten der Meyerbeer-Stiftung ausgezeichnet.
Nach einer ersten Anstellung als Chorleiter, Organist und Kapellmeister in Stettin arbeitete er bis 1934 freischaffend unter anderem in Schondorf am Ammersee. In diese Zeit fällt sein bis heute bekanntestes Werk, das 1930 erstmals erschienene Klavierbuch zum Spielmann. Der Spielmann war von den 1920er Jahren bis in die 1960er Jahre eines der populärsten deutschen Liederbücher. Den Auftrag dazu vermittelte ihm seine Schwester, die Musikpädagogin Nini Dombrowski, die als musikalische Wegbegleiterin des Spielmann-Herausgebers Klemens Neumann nach dessen Tod 1928 die weitere Betreuung dieses Werkes übernommen hatte.
Von 1935 bis 1944 arbeitete Hansmaria Dombrowski als Dirigent am Deutschlandsender und parallel dazu als Dozent für Komposition an der Hochschule für Musik wie auch am Akademischen Institut für Kirchenmusik in Berlin.
Auch nach dem Zweiten Weltkrieg war er für verschiedene Rundfunkanstalten tätig.
Neben der Komposition von geistlichen Werken, vor allem für den Chorgesang, galt sein Augenmerk immer wieder der musikalischen Bearbeitung von Volksliedern und er schrieb die Opern Brautfahrt (Oberhausen 1941-nach Eichendorf) sowie Prinzessin Pirlipat (1944).